# نیشی‌کاوا، نیگاتا
نیشی‌کاوا، نیگاتا (به لاتین: Nishikawa) یک منطقهٔ مسکونی در ژاپن است که در Hokuriku region واقع شده‌است. نیشی‌کاوا ۱۲٬۲۴۳ نفر جمعیت دارد.